# Revolução Acriana
A Revolução Acriana (em espanhol: Guerra del Acre) foi uma série de conflitos de fronteira entre a Bolívia e a Primeira República Brasileira, na região noroeste boliviana (atual estado do Acre). Iniciada em julho de 1899, quando o território é proclamado República do Acre, com Luis Gálvez Rodríguez de Arias, finalizando em 1903, com a assinatura do Tratado de Petrópolis, com anexação da região ao Brasil.
Neste período, esta região foi proclamada autônoma por três vezes como Estado Independente, embora apenas reconhecida pelo governo brasileiro.

## Antecedentes
Em 1494 na partilha do Tratado de Tordesilhas, a região ficou com posse da Espanha, sendo reafirmado em 1777 com o Tratado de Santo Ildefonso, seguindo o princípio internacional uti possidetis.
Em 1867, as fronteiras entre o Brasil e a Bolívia foram delimitadas pelo Tratado de Ayacucho. A província do Acre (tamanho equivalente ao Nepal), incrustado no coração da América do Sul, pertencia à Bolívia, mas despertava pouco interesse pela sua inacessibilidade e aparente falta de valor comercial. Sua população era composta por aldeamento de índios aruaques (sem identidade nacional), as margens dos rios Purus e Juruá, e um punhado de brasileiros e bolivianos.
Na década de 1860, com a valorização do preço da borracha com a criação da vulcanização e, com o aquecimento da indústria automobilística na América do Norte, ocorreu a emigração de brasileiros (aventureiros e colonos) para a região do Acre para explorar o látex das seringueiras. Praticamente não existiam estradas, de modo que os principais meios de transporte eram alguns vapores fluviais, canoas e balsas. Em 1880, já existiam cerca de 60 mil brasileiros, vindos de muitas partes do Brasil, especialmente do Nordeste.

## A Primeira "República do Acre"

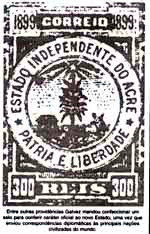
Selo da extinta República do Acre.

Em janeiro de 1899, a Bolívia instala uma alfândega em Porto Alonso (atual Porto Acre na divisa com o Estado do Amazonas) a mando do presidente boliviano Severo Fernández Alonso Caballero, o que desagradou os colonos brasileiros, que desejavam a saída das autoridades bolivianas. O advogado Dr. José de Carvalho liderou uma revolta contra os bolivianos em 30 de abril.

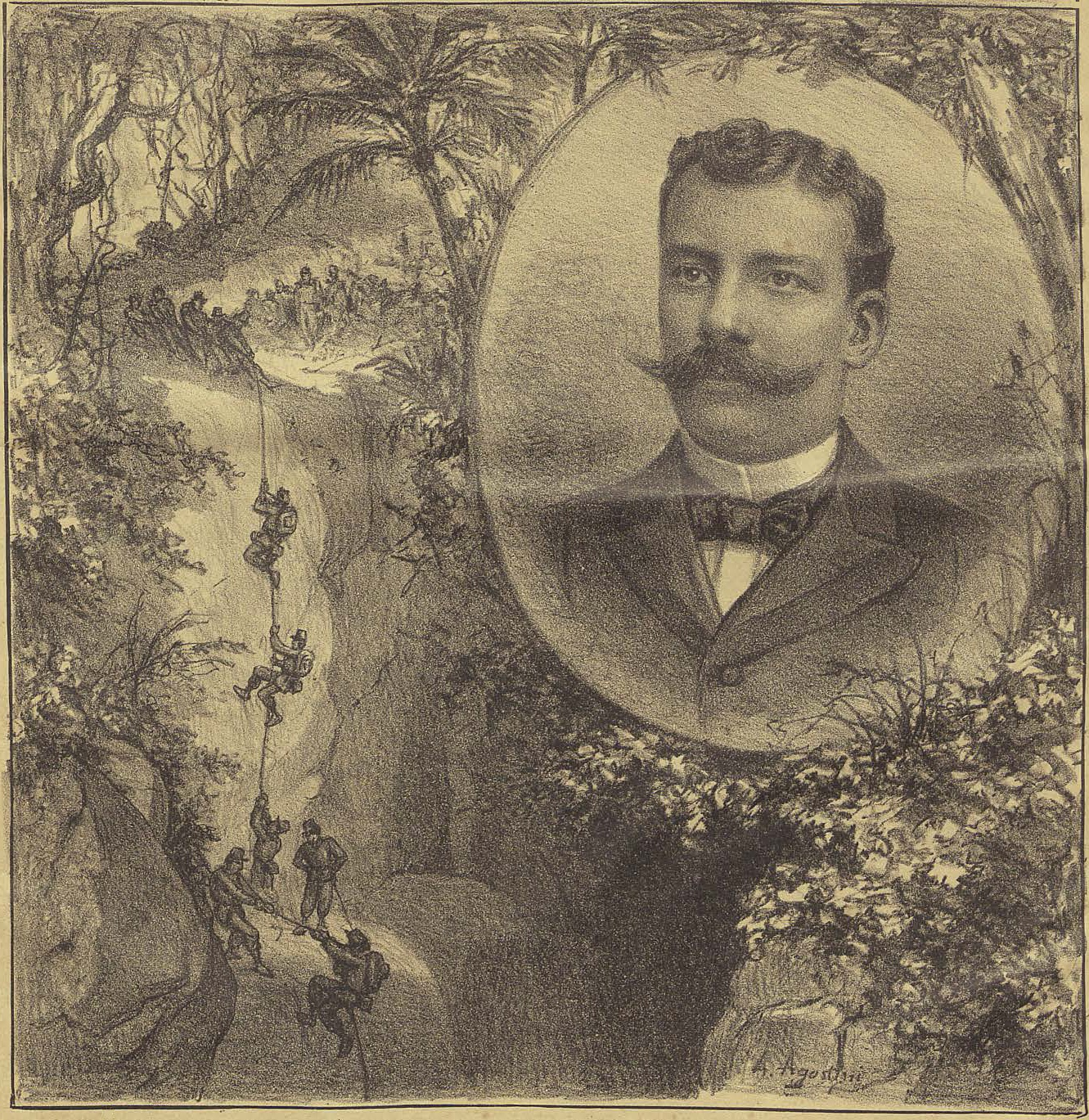
Coronel Ismael Montes, Ministro da Guerra da Bolívia e Comandante da 1ª Expedição ao Acre.

Pressionados por José de Carvalho, os bolivianos foram forçados a abandonar a região. Para evitar a sua volta, o governador do Amazonas, José Cardoso Ramalho Júnior organizou o ingresso no Acre de uma unidade de aventureiros comandadas pelo espanhol Luis Gálvez Rodríguez de Arias, o qual servira como cônsul boliviano em Belém (PA). Gálvez partiu de Manaus em 4 de junho de 1899 e chegou à localidade boliviana de Puerto Alonso, a qual teve seu nome mudado para Porto Acre, onde proclamou a República do Acre em 14 de julho de 1899, discretamente apoiado pelo oficialismo amazonense desejoso de estender sua autoridade sobre as terras que o Tratado de Ayacucho (1867) confiara à Bolívia. Os bolivianos reagiram enviando uma força de 500 homens. Antes da sua chegada, Gálvez foi feito prisioneiro por Antônio de Sousa Braga, que se declarou presidente do Acre. Pouco tempo depois, no entanto, ele devolveu o poder para Gálvez. Em 15 de março de 1900, uma flotilha de guerra brasileira alcançou Puerto Alonso, prendeu Galvez e dissolveu a República do Acre, pois o governo brasileiro, com base no tratado internacional de Ayacucho (1867), considerava o Acre como território boliviano.

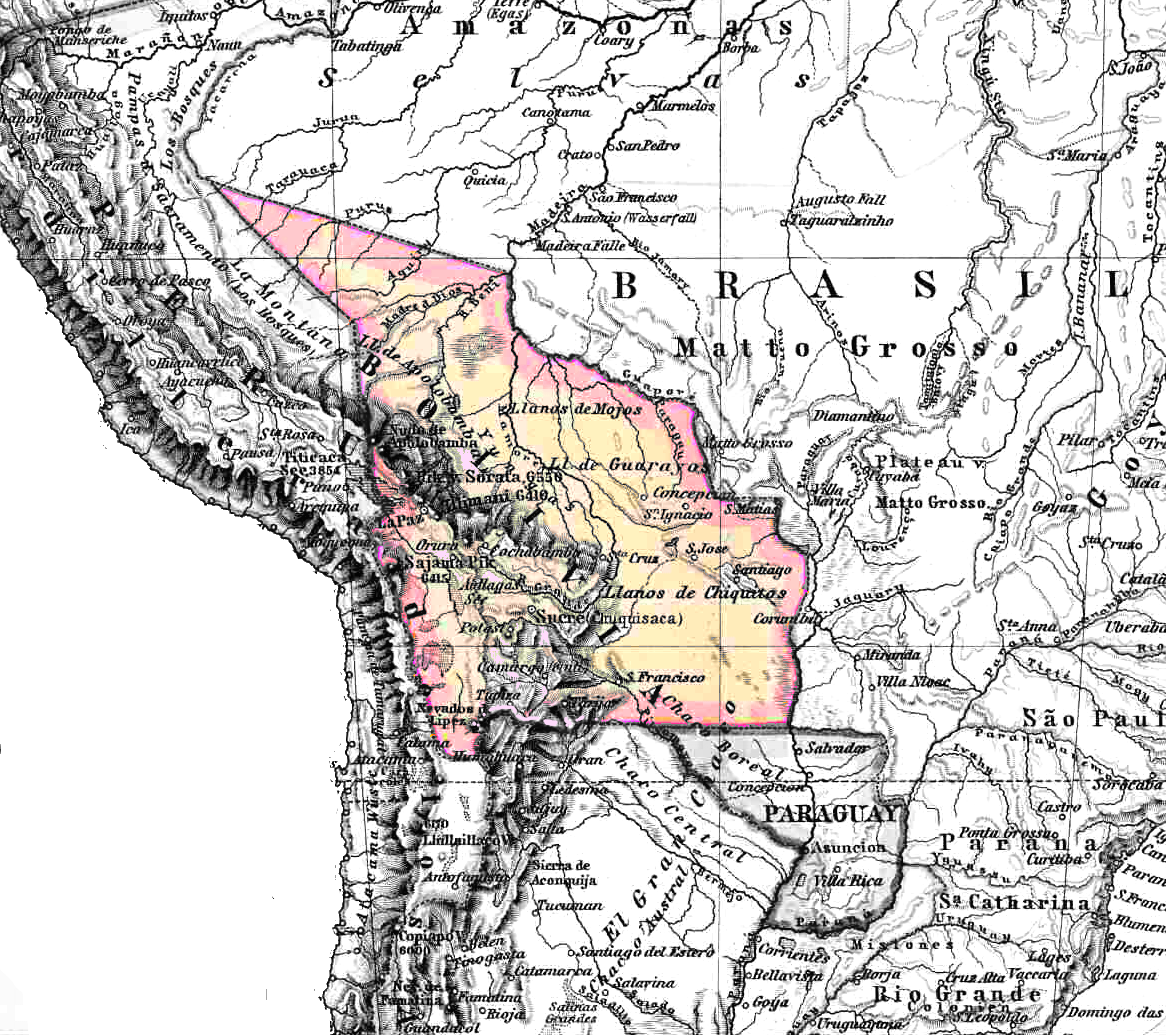
Mapa mostrando o território boliviano em 1899, antes da Revolução Acriana.

Um motivo complementar para o interesse de Ramalho Júnior na ocupação do Acre foi o fato de Galvez ter descoberto a existência de um acordo diplomático entre a Bolívia e os Estados Unidos estabelecendo que haveria apoio militar norte-americano à Bolívia em caso de guerra com o Brasil.

## A Segunda "República do Acre"

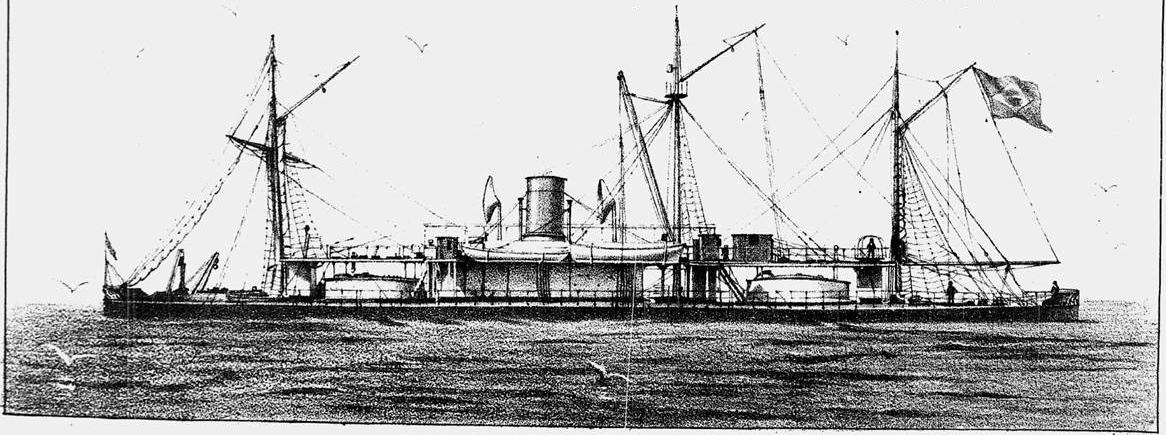
Vapor Solimões.

Nessa época a Bolívia organizou uma pequena missão militar para ocupar a região. Ao chegar em Porto Acre, ela foi impedida pelos seringueiros brasileiros de continuar o seu deslocamento.
Em novembro de 1900, uma força composta principalmente de brasileiros organizou outra revolta com o objetivo de tomar o Acre da Bolívia e criar uma república independente. Conhecida como a "Expedição dos Poetas" ou "Expedição Floriano Peixoto", essa força, sob o comando do jornalista Orlando Correa Lopes, se formou ao redor do vapor Solimões, equipado com a ajuda do governador da Província do Amazonas, Silvério Néri. O Solimões operava no Rio Purus e apreendeu a embarcação Alonso, que foi renomeada de Rui Barbosa. Rodrigo de Carvalho se tornou Presidente da recém-declarada república do Acre, a qual contava com um canhão leve, uma metralhadora e cerca de 200 homens. Por volta do natal de 1900, essa força atacou Puerto Alonso e foi derrotada pelos militares bolivianos, resultando na perda do canhão e da metralhadora, o que acabou levando à dissolução desta segunda república. Em 29 de dezembro, a embarcação boliviana Rio Afua levou auxílio para guarnição de Puerto Alonso.
Apesar de os dois países negarem o acordo com os Estados Unidos citado anteriormente, em 11/06/1901 a Bolívia assinou um contrato de arrendamento do Acre com a Bolivian Trading Company (também conhecida como "Bolivian Syndicate of New York City", ou, simplesmente, "Bolivian Syndicate"), sediada em Jersey City, Nova Jersey. A companhia possuía alguns acionistas muito influentes, como o rei da Bélgica e parentes de William McKinley, então presidente dos Estados Unidos. A Bolívia concedeu à companhia controle quase total sobre a Província do Acre para proteger sua soberania. Pelo contrato, o grupo de capitalistas estadunidenses e britânicos assumiria o total controle sobre a região, podendo ocupar a região com soldados e explorá-la por 30 anos. Nessa ocasião governava a Bolívia o general José Manuel Pando. A quantidade de brasileiros que habitavam a região crescia, essencialmente nordestinos em busca da riqueza florestal.
O Brasil e o Peru (que também reivindicava o território) desaprovaram veementemente o ato. O Brasil retirou o cônsul de Puerto Alonso e fechou os afluentes do Rio Amazonas para o comércio com a Bolívia. As potências internacionais, que consideravam a bacia como águas internacionais, protestaram, levando o Brasil a reduzir a interdição para materiais bélicos, além de liberar as mercadorias bolivianas dirigidas à nações estrangeiras.

## A terceira "República do Acre"
Aos 26 anos de idade, tendo já lutado na Revolução Federalista do Rio Grande do Sul, o gaúcho José Plácido de Castro chegou à Amazônia. Em 1902, seringalistas fizeram um acordo com Castro. O militar, acreditando que poderia lucrar demarcando latifúndios, aceitou treinar e comandar cerca de dois mil seringueiros que ofereceram-lhe o apoio necessário para combater os bolivianos. Às 5 horas da manhã de 6 de agosto de 1902, 33 homens comandados por Castro e armados com rifles subiram em canoas o barranco íngreme do Rio Acre. Plácido de Castro entrou discretamente em uma casa de madeira na cidade de Xapuri, que funcionava como Intendência da Bolívia. Logo, Castro tomou posse do local e aprisionou os militares bolivianos. A população local confundiu a revolução com a festa que se passava pelo Dia de Independência da Bolívia.
Em 18 de setembro, um batalhão boliviano de 180 homens, liderado pelo Coronel Rosendo Rojas, surpreendeu as forças de Plácido, que agora contava com cerca de 70 homens. Os brasileiros, armados apenas com rifles Winchester, com escassa munição e padecendo de doenças tropicais e deserções, perderam vinte homens e foram derrotados.
Plácido, então, recrutou outra força, com cerca de mil homens. Parte dessa força sitiou a cidade de Puerto Alonso em 10 de maio de 1902. Em 14 de outubro, a força capturou algumas fortificações externas com a embarcação Río Afua, a qual encalhara durante os combates. A embarcação fluvial, renomeada para Independência, foi utilizada contra seus antigos proprietários. Não obstante o revés, os bolivianos obstinadamente mantiveram Puerto Alonso.
Alhures, os aventureiros brasileiros sitiaram Empresa, que capitulou em 15 de outubro. Outras batalhas, quase todas vencidas pelas forças de Plácido, ocorreram em Bom Destino, Santa Rosa e outras cidades ribeirinhas. Em 15 de janeiro de 1903, a força brasileira atacou e capturou algumas posições fora de Puerto Alonso. O Independência, ancorado rio acima, foi carregado com trinta toneladas de borracha de alta qualidade, e forçou a passagem pelas baterias bolivianas para levar a borracha rio abaixo, onde poderia ser vendida. As forças de Plácido utilizaram o dinheiro para comprar armas e munições. Em 24 de janeiro, os bolivianos em Puerto Alonso se renderam aos rebeldes, que já haviam tomado toda a região, exceto Puerto Alonso. Três dias depois, em 27 de janeiro, foi proclamada a Terceira República do Acre, agora com o apoio do presidente Rodrigues Alves e do seu Ministro do Exterior, o Barão do Rio Branco, que ordenou a ocupação do Acre e estabeleceu um governo militar sob o comando do general Olímpio da Silveira.
O primeiro decreto de Plácido de Castro ocorreu em 26 de janeiro de 1903, aplicando-se a lei brasileira até a promulgação da Constituição do Estado soberano; considerou válidos todos os títulos de terras expedidos pela Bolívia ou pelo estado do Amazonas; definiu a língua portuguesa como oficial; e adotou o padrão monetário brasileiro.
A força sitiante avançou em direção ao local onde os Rios Chipamanu (também chamado de Manuripe) e Tauamanu se encontram para formar o Rio Orton. Logo, uma força boliviana sob o comando do General José Manuel Pando, Presidente da Bolívia, ocupou a margem oposta. Entretanto, antes que acontecesse algum combate significativo, em consequência do excelente trabalho da diplomacia brasileira comandada pelo Barão do Rio Branco, os governos do Brasil e da Bolívia assinaram em 21 de março de 1903 um tratado preliminar, ratificado pelo Tratado de Petrópolis em 17 de novembro de 1903.

## Incorporação ao território brasileiro
Pelo Tratado de Petrópolis, a Bolívia abria mão de todo o Acre em troca de territórios brasileiros do Estado de Mato Grosso, mais a importância de 2 milhões de Libras esterlinas (~640 milhões de reais) e a construção da ferrovia Madeira-Mamoré, ligando os rios Mamoré (em Guajará-Mirim, na fronteira Brasil-Bolívia) e Madeira (afluente do rio Amazonas, que corta a cidade de Porto Velho, em Rondônia), com o objetivo de permitir o escoamento da produção regional, sobretudo de borracha. Joaquim Francisco de Assis Brasil participou ativamente das negociações com a Bolívia, tendo representado o governo brasileiro em sua assinatura. Ainda foi indenizado o Bolivian Syndicate em 110 mil libras (~35 milhões de reais). Em trinta anos, os tributos arrecadados pelo Brasil no Acre compensaram as indenizações e o empréstimo para a construção da ferrovia.
O Tratado de Petrópolis, assinado em 1903 pelo Barão do Rio Branco e Assis Brasil, foi aprovado por lei federal de 25 de fevereiro de 1904, regulamentada por decreto presidencial de 7 de abril de 1904, incorporando o Acre como território brasileiro. Plácido de Castro, que faleceu em 11 de agosto de 1908, foi primeiro presidente do Território do Acre, elevado à condição de Estado do Acre em 15 de junho de 1962. Tanto o Barão do Rio Branco como Assis Brasil e Plácido de Castro estão homenageados no Acre com os nomes de sua capital (Rio Branco) e de dois municípios (Assis Brasil e Plácido de Castro).
A Revolução Acriana demonstrou a vantagem brasileira sobre os vizinhos de língua espanhola em razão de sua localização a jusante em relação aos rios que correm em quase todo o Continente, nascendo na Cordilheira dos Andes e desembocando no Oceano Atlântico. O Brasil podia enviar reforços para a área em disputa pelos rios, enquanto que os bolivianos tinham que atravessar os Andes.
Aparentemente, o esforço boliviano foi totalmente financiado pelos barões da borracha, em particular Nicolás Suárez. Pela segunda vez, a Bolívia perdeu em uma guerra parte de suas planícies esparsamente povoadas para um vizinho mais forte e bem administrado (a primeira foi na Guerra do Pacífico).